# Landau an der Isar
Landau an der Isar es una ciudad en el distrito Dingolfing-Landau, situado en la región de Baja Baviera, en el estado federal de Baviera, Alemania.

## Ubicación
La ciudad está situada a unos 120 kilómetros al noreste de Múnich, en el valle del Isar.

## Historia
Landau fue fundada en 1224 por el duque Luis I.